# See You Darling
«See you Darling » es el decimoprimer sencillo lanzado por la cantante japonesa Hayami Kishimoto en febrero del año 2007, luego de su álbum LOVE DROPS.

## Canciones
1. «See you Darling»
2. «epilogue»
3. «Sweet Rider»
4. «See you Darling» (Instrumental)